# 존 스노 (의사)
존 스노(John Snow, 1813년 3월 15일 ~ 1858년 6월 16일)는 잉글랜드의 의사로 마취와 보건위생 정착에 기여한 인물이다. 존 스노는 근대 역학과 초기 세균 이론의 창시자 중 한 명으로 간주된다. 

## 마취과 의사
빅토리아 여왕이 레오폴드 왕자를 출산하던 1853년, 주치의였던 존 스노우는 여왕이 제임스 심슨 식 클로로포름 무통 분만을 하는 것을 성공적으로 도왔다.

## 근대 역학(epidemiology)의 아버지
1854년 런던 소호의 콜레라 창궐(1854 Broad Street cholera outbreak)의 원인을 추적하여 근대 역학의 아버지로 불린다. 종래에는 미아즈마(고대 그리스어: μίασμα)라 불리는 '나쁜 공기'가 콜레라 및 장티푸스 등의 전염병의 원인이 된다는 미아즈마 학설이 콜레라의 창궐을 설명하였으나, 그는 식수원의 오염이 콜레라의 발병 원인임을 주장하였다. 그의 주장이 받아들여지면서, 런던의 물, 하폐수 처리의 근본적인 변화가 일어났으며, 이는 다른 도시의 변화를 이끌고 전세계적으로 공중보건학을 크게 향상시켰다.

## 같이 보기
- 플로렌스 나이팅게일